# 姆阿卡凱
姆阿卡凱（魯凱語：Moakakai），是台灣魯凱族達魯瑪克部落傳說中的一位女性，因為被母親虐待而逃入山林中，最後在父親和祖父的協助下存活並成功復仇。

## 傳說

### 受到虐待
姆阿卡凱原先是家中的獨女，據說她不僅長得相當漂亮、所到之處的天上還都會出現彩虹，因此飽受父母疼愛，而她也在十二、三歲時跟部落頭目家族中的一名男性辜露露露露（Kolulululu）相愛，但這時，家裡又多生出了一個妹妹，偏愛妹妹的母親因此開始虐待她，趁著父親和辜露露露露去打獵的時候，母親沒收了她所有的東西、只給她破爛的衣服和農具便覺她下田工作並看守農田。

### 離家出走
過了幾天後，她在看守農田時遇到了一隻熊，因為受到母親的虐待，她看到熊並沒有害怕，反而要求熊把自己殺了以求解脫，但沒想到那隻熊就是他去世的祖父化身而成的，知道了孫女的待遇後，熊便把姆阿卡凱背到山中的一處斷崖上，那裏有一棟給她的房子、還有一群猴子在迎接他們，在熊和猴子的協助下，姆阿卡凱只需在家裡刺繡便得以衣食無憂的生活下去。

### 尋人與報仇
後來姆阿卡凱的父親和辜露露露露打獵完回到家裡後，發現姆阿卡凱不見了，急著到處尋找但一無所獲後，他便拉弓朝四個方位射箭，其中只有射東方的箭因為射中了姆阿卡凱住處的門而沒有回來，父親循線找到那棟房屋後，姆阿卡凱便因為熊有事先提醒她父親的到來而開門招待自己的父親。在得知了她在家裡遇到的事情後，憤怒的父親便把滾燙的開水澆在姆阿卡凱的母親身上，姆阿卡凱的母親就變成了老鼠，她也終於得以回家幸福度日。

### 喪祖
後來姆阿卡凱的祖父生病、即將去世的時候，他囑咐姆阿卡凱將自己的身體放在櫃子中、並在身體四周放著塞滿石灰的拚郎、最後把櫃子歸起來直到服喪期結束後才可以打開，而姆阿卡凱這著她的話去做後，卻發現櫃子裡滿是項鍊珠寶。後來她便跟成為新頭目的辜露露露露結婚了。